# Intelligent Hoodlum
Albums de Tragedy Khadafi
Tragedy: Saga of a Hoodlum
(1993)
Singles
1. Black & Proud (Remix)
Sortie : 24 mai 1990
2. Back to Reality
Sortie : 2 octobre 1990

Intelligent Hoodlum est le premier album studio de Tragedy Khadafi (sous le pseudonyme Intelligent Hoodlum), sorti le 22 juin 1990.
L'album s'est classé 52e au Top R&B/Hip-Hop Albums.
Intelligent Hoodlum a été intégralement produit par le légendaire Marley Marl, à l'exception des titres Trag Invasion, coproduit par Large Professor, et Game Type, coproduit par Large Professor et Joe Fatal.

## Liste des titres
| No  | Titre                | Auteur                                 | Contient un (des) sample(s) de | Durée |
| --- | -------------------- | -------------------------------------- | --- | ----- |
| 1.  | Intelligent Hoodlum  | P. Chapman, M. Williams                | | 5:02  |
| 2.  | Back to Reality      | P. Chapman, M. Williams                | I Get Lifted de George McCrae Back to Life de Soul II Soul Be Thankful for What You Got de William DeVaughn                                                                                        | 3:41  |
| 3.  | Trag Invasion        | P. Chapman, M. Williams, W.P. Mitchell | The Tragedy (Don't Do It) des Super Kids Poison de Kool G Rap & DJ Polo | 3:33  |
| 4.  | No Justice, No Peace | P. Chapman, M. Williams                | Nose Job de James Brown Hot Pants de James Brown | 4:02  |
| 5.  | Party Animal         | P. Chapman, M. Williams                | | 2:52  |
| 6.  | Black & Proud        | P. Chapman, M. Williams                | UFO d'ESG Say It Loud, I'm Black and I'm Proud de James Brown No Sell Out de Keith LeBlanc featuring Malcolm X Get Me Back on Time, Engine #9 de Wilson Pickett Warm It Up, Kane de Big Daddy Kane | 3:51  |
| 7.  | Game Type            | P. Chapman, M. Williams, W.P. Mitchell | More Peas de Fred Wesley and The J.B.'s Put It on the Line de Lyn Collins | 4:10  |
| 8.  | Microphone Check     | P. Chapman, M. Williams                | What It Is? des Temptations | 4:00  |
| 9.  | Keep Striving        | P. Chapman, M. Williams                | Give It Up or Turnit a Loose (Remix) by James Brown (1986) | 4:07  |
| 10. | Party Pack           | P. Chapman, M. Williams                | Fly Me to the Moon de Lyn Collins Think (About It) de Lyn Collins I Know You Got Sou d'Eric B. & Rakim                                                                                             | 3:07  |
| 11. | Arrest the President | P. Chapman, M. Williams                | Soul Pride de James Brown | 4:19  |
| 12. | Your Tragedy         | P. Chapman, M. Williams                | | 2:34  |